# Julien Obry
 Julien Obry  (nacido el 4 de septiembre de 1991) es un tenista profesional checo nacido en la ciudad de Corbie. 

## Carrera
Su mejor ranking individual es el Nº 274 alcanzado el 16 de abril de 2012, mientras que en dobles logró la posición 355 el 22 de octubre de 2012.
No ha logrado hasta el momento títulos de la categoría ATP ni de la ATP Challenger Tour, aunque sí ha obtenido varios títulos Futures tanto en individuales como en dobles.